# Head First
Head First (с англ. — «В первую очередь») — 15-й студийный альбом британской рок-группы Uriah Heep, выпущенный в 1983 году на Bronze Records в Европе, Японии и Австралии и на Mercury Records в США и Канаде. Это второй и последний альбом группы, записанный с участием басиста Боба Дейсли.

## Об альбоме
Head First записан тем же составом, что писал предыдущий Abominog (1982), только на этот раз выросла доля собственных песен: 7 из 10.
Главным автором стал вокалист Питер Голби, а его основными помощниками — Мик Бокс и Джон Синклер, однако официальное авторство распределилось между всеми участниками группы.
Альбом, как и предыдущий, продюсировал Эшли Хоу, стараясь придерживаться того же направления, как и на успешном предшественнике.
Вскоре после выхода "Head First", группу покинул басист Боб Дейсли, вернувшись к Оззи Осборну.
В свою очередь из Wishbone Ash на его место вернулся прежний басист Uriah Heep Тревор Болдер и именно в этом составе группа поехала в турне в поддержку альбома.
Хотя такие критики, как Джефф Бартон, сочли "Head First" достойным преемником Abominog, альбом пострадал от недостатка продвижения, поскольку Bronze Records был ликвидирован через месяц после его выпуска.
Видеозапись тура с концерта в Новой Зеландии была широко представлена в видео «Easy Livin': A History of Uriah Heep». Однако только в Японии концерт был выпущен на лазерных дисках.

## Список композиций

### Сторона 1
1. «The Other Side of Midnight» (Мик Бокс, Боб Дейсли, Питер Голби, Ли Керслейк, Джон Синклер) — 3:55
2. «Stay on Top» (Том Джексон) — 3:35
3. «Lonely Nights» (Брайан Адамс, Джим Валланс) — 4:07 (кавер Брайана Адамса)
4. «Sweet Talk» (Бокс, Дейсли, Голби, Керслейк, Дж. Синклер, Линда Синклер) — 3:51
5. «Love is Blind» (Ричи Зито, Джои Кэрбоун) — 3:38

### Сторона 2
1. «Roll-Overture» (Бокс, Дейсли, Голби, Дж. Синклер) — 2:18
2. «Red Lights» (Бокс, Дейсли, Голби, Дж. Синклер) — 2:57
3. «Rollin' the Rock» (Бокс, Дейсли, Голби, Дж. Синклер) — 5:31
4. «Straight Through the Heart» (Бокс, Дейсли, Голби, Керслейк, Дж. Синклер) — 3:39
5. «Weekend Warriors» (Бокс, Дейсли, Голби, Керслейк, Дж. Синклер) — 3:50

## Участники записи

#### Uriah Heep
- Питер Голби — ведущий вокал
- Мик Бокс — гитара, бэк-вокал
- Джон Синклер — клавишные, синтезаторы, бэк-вокал
- Боб Дейсли — бас-гитара
- Ли Керслейк — ударные, перкуссия, бэк-вокал

#### Дополнительные музыканты
- Фрэнк Рикотти — перкуссия в «Roll-Overture»

#### Производство
- Эшли Хоу — продюсер, звукоинженер, микширование
- Ник Роджерс — звукоинженер, микширование в «Roll-Overture»
- Кит Никсон — ассистент звукоинженера

## Чарты

### Альбом
| Год  | Чарт                   | Высшая позиция |
| ---- | ---------------------- | -------------- |
| 1983 | Norwegian Albums Chart | 19             |
| 1983 | UK Albums Chart        | 46             |
| 1983 | German Albums Chart    | 56             |
| 1983 | Billboard 200 (US)     | 159            |

### Синглы
| Год  | Сингл           | Чарт             | Высшая позиция |
| ---- | --------------- | ---------------- | -------------- |
| 1983 | «Lonely Nights» | UK Singles Chart | 85             |
| 1983 | «Stay on Top»   | UK Singles Chart | 76             |